# Hamadruas insulana
Hamadruas insulana là một loài nhện trong họ Oxyopidae.
Loài này thuộc chi Hamadruas. Hamadruas insulana được Tord Tamerlan Teodor Thorell miêu tả năm 1891.